# Maria van der Ghoor
Maria van der Ghoor (gestorben um 1556 in Ommel, südlich von Helmond) war eine niederländische Stifterin. Sie gilt als Gründerin des Klosters Maria Schoot in Ommel.

## Leben
Maria van der Ghoor war die Tochter von Joost van der Ghoor und stammte aus einfachen Verhältnissen. Sie gilt als die Gründerin des Ommelner Klosters Maria Schoot im Jahr 1539. Auch ihre später eingetretene Schwester Jutken war an der Gründung beteiligt. Da ein Verbot für die Neugründung von Klöstern bestand, baten die beiden Schwestern Wolfert Brederode, den Herrn von Asten, um Mitwirkung bei der Gründung des neuen Klosters. Der Bischof von Lüttich gab dann im Jahr 1539 seine Erlaubnis. Er ernannte Maria van der Ghoor zur Mutter Oberin. Das Kloster wurde nach der dritten Regel des Hl. Franziskus organisiert, die großen Wert auf Armut, Reinheit und Gehorsam legt.
Im Jahr 1544 wurde in der Klosterkapelle ein Marienaltar errichtet, danach wurde Ommel zu einem bedeutenden Wallfahrtsort. Diese Kapelle enthielt eine wundersame Marienstatue aus Elfenbein. Über diese Statue sind mehrere Legenden bekannt. Ursprünglich hieß es, sie sei am Straßenrand gefunden worden. Nachdem sie von dort nach Asten gebracht worden sei, sei die Statue dreimal auf eigene Faust nach Ommel zurückgekehrt. Später soll ein Schiffer in Ommel am ursprünglichen Standort der Statue eine Kapelle gegründet haben, weil Maria ihn aus Seenot gerettet habe. Eine Variante der Legende wurde vom Rektor des Klosters Maria Schoot, Dierick van Zeylberch, in seinem Cort verhael van de Mirakelen (Kurze Geschichte der Wunder) niedergeschrieben. Er geht davon aus, dass die Statue einst an einem Zaunpfosten befestigt war und dass dort später die Kapelle für die Statue errichtet wurde.
Maria van der Ghoor soll sich häufig in dieser Kapelle aufgehalten und dort eine Vision gehabt haben, in dieser soll sie die Anweisung bekommen haben, zu Ehren der Jungfrau Maria ein Kloster zu gründen. Diese Vision ließ sie schriftlich festhalten, zusammen mit einer Zusammenfassung der Wunder und Wundertaten, die durch das Eingreifen der Jungfrau in Ommel geschehen sein sollen. So gründete sie das Kloster Maria Schoot, um dort zu leben und dem Herrn Jesus Christus und seiner geliebten Mutter treu zu dienen. Die Kapelle diente den Schwestern zugleich als Klosterkirche. Durch ein bischöfliches Dekret vom 27. November 1598 oblag die Leitung der Kapelle den Schwestern von Maria Schoot. Die Franziskanerinnen mussten das Kloster 1722 der reformierten Kirche überlassen und wurden 1731 durch den Landvogt endgültig aus dem Kloster vertrieben. Die Schwestern, die damals noch in Maria Schoot lebten, zogen nach Nunhem und nahmen die Statue mit. Die Reste des ehemaligen Frauenklosters wurden 1922 durch einen Brand zerstört.
Maria van der Ghoor starb in Ommel um 1556 und wurde dort in der Kapelle vor der Chortür begraben.